# Kathedrale von Chittagong

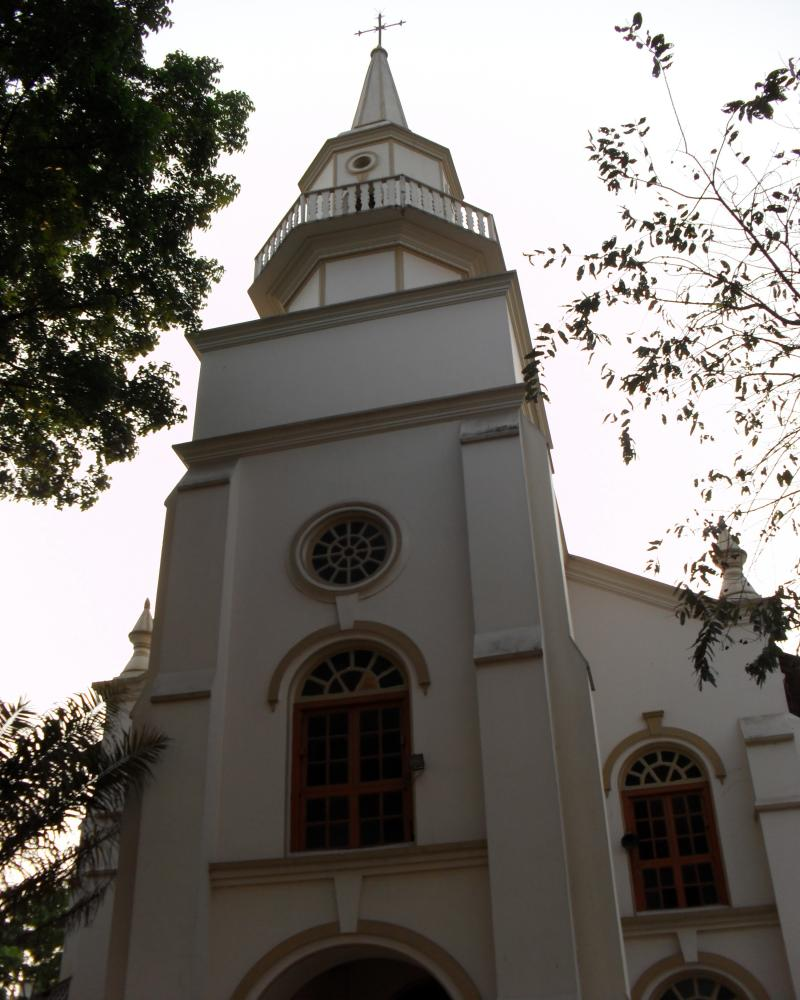
Vorderansicht

Die Kathedrale Unserer Lieben Frau vom Rosenkranz ist ein Kirchengebäude der römisch-katholischen Kirche in der Stadt Chittagong in Bangladesch. Sie dient dem Erzbistum Chittagong als Bischofskirche.

## Lage
Die Kathedrale liegt im Stadtzentrum von Chittagong im Thana Kotwali etwa einen Kilometer östlich des Bahnhofs Chittagong. Nördlich der Kathedrale liegt ein etwa 37 × 50 Meter großer Friedhof. In demselben Straßenblock wie die Kathedrale liegt St. Placid’s School and College, im östlich davon gelegenen Straßenblock St. Scholastica’s Girls’ School & College, beides Schulen in katholischer Trägerschaft.

## Geschichte
Die ersten Kirchen in Cittagong wurden 1600 durch die Portugiesen errichtet. Das heutige Kirchengebäude Unserer Lieben Frau vom Rosenkranz wurde 1843 erbaut.  Am 25. Mai 1927 wurde das Bistum Chittagong errichtet, und die Kirche Unserer Lieben Frau vom Rosenkranz wurde zur Kathedrale. Die Betreuung des Bistums wurde der kanadischen Provinz der Kongregation vom Heiligen Kreuz anvertraut.

## Beschreibung

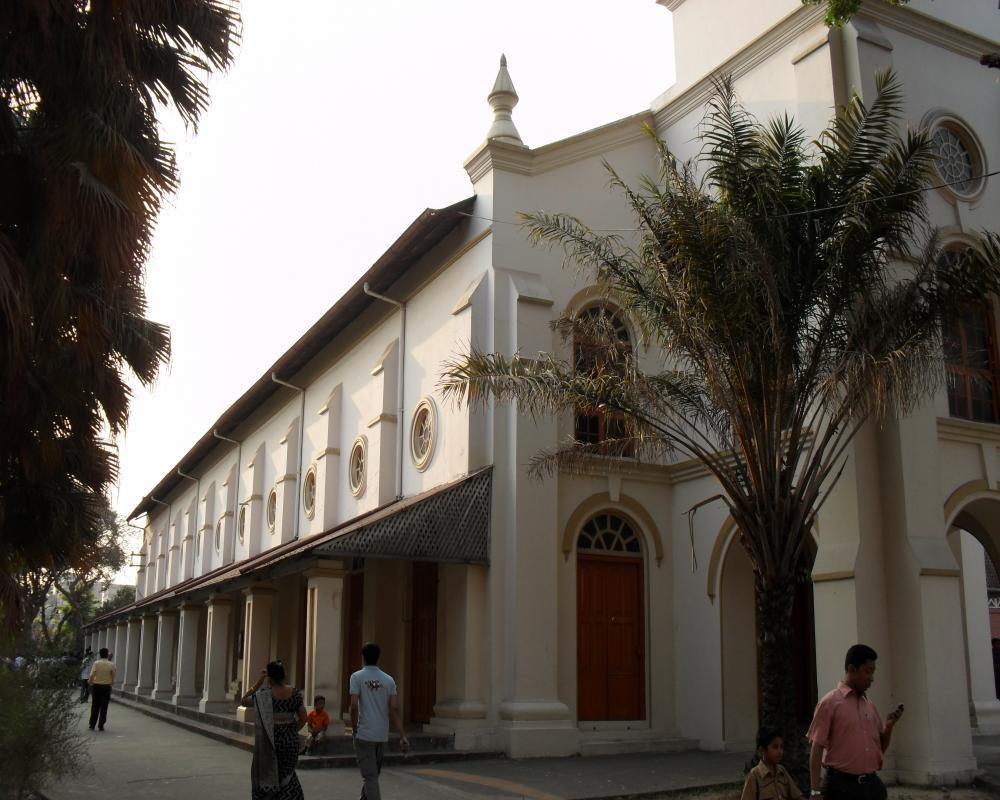
Seitenansicht

Das Langhaus der Kirche ist etwa 40 Meter lang und 10 Meter breit. Offene Säulengänge mit Pultdach, von denen aus Türen in das Kircheninnere führen, erstrecken sich entlang der Nord- und Südseite des Langhauses. Oberhalb des Pultdaches befinden sich Rundfenster. Im Osten ist dem Langhaus mittig ein quadratischer Turm vorgesetzt, dessen schlanker achteckiger Aufsatz mit Spitzhelm und einem umlaufenden Balkon an ein Minarett erinnert.
Im Inneren ist die Kathedrale eine einschiffige Saalkirche. Die Beleuchtung erfolgt über die Rundfenster der Seitenwände.
Außer ihrer Funktion als Bischofskirche dient die Kathedrale auch als Pfarrkirche. Zu der Pfarrgemeinde Unserer Lieben Frau vom Rosenkranz gehören etwa 5000 Katholiken.